# 古代ペルシア語
古代ペルシア語（こだいペルシアご）は、イラン語派に属する言語のひとつである。古代ペルシア帝国（アケメネス朝）の公用語の一つで、古代ペルシア楔形文字を用いて書かれた紀元前6世紀から紀元前4世紀までの碑文が残る。
アヴェスター語とともに古代イラン語に含まれる。中世ペルシア語（パフラヴィー語）や現代ペルシア語（ペルシア語、ダリー語、タジク語）の祖先にあたる。

## 概要
古代ペルシア語はダレイオス1世以降の王の言葉を伝える碑文によって知られる。実務的な文章はこの言語では書かれず、アケメネス朝以前から使われていたエラム語や、アラム語が使われた。
古代ペルシア語はアヴェスター語に似ているが、イラン語派のうち南西部の言語であり、アヴェスター語とは異なる音韻変化を見せることがある。またアヴェスター語に比べると新しい要素が多い。
ダレイオス1世・クセルクセス1世の碑文はまだ古形を保っているが、それ以降の碑文はすでに中期ペルシア語に近づいている。

## 音声
古代ペルシア楔形文字の制約により、正確な音韻には不明な点も多いが、母音は a ā i ī u ū ai āi au āu があったと考えられている。ただし後期には ai au は ē ō に変化していた。音節形成的な r (r̥) もあったと思われるが、つづりの上では単に ar と書かれている。
子音は、つづりの上で以下の22種類を区別する。
|                | 両唇音 | 歯音 | 歯茎音 | 後部歯茎音 硬口蓋音 | 軟口蓋音 | 声門音 |
| -------------- | ------ | ---- | ------ | ------------------- | -------- | ------ |
| 破裂音・破擦音 | p b    | t d  |        | c /tʃ/ j /dʒ/       | k g      |        |
| 摩擦音         | f      | θ    | s z    | š /ʃ/               | x        | h      |
| 鼻音           | m      | n    |        |                     |          |        |
| 接近音         | v /w/  |      |        | y /j/               |          |        |
| ふるえ音       |        | r    |        |                     |          |        |
| 側面音         |        | (l)  |        |                     |          |        |

ほかに ç と翻字される音がある。この音はアヴェスター語の θr に対応し、s に近い音だったと考えられるが、正確な音価はわかっていない。例：puça「息子」（アヴェスター語: puθra, サンスクリット: putra）。
側面音 l は外来語にのみ現れる。例：Lab(a)nāna「レバノン」。

## 形態論
名詞は性・数・格で変化する。性は男性・女性・中性がある。数は単数・双数・複数があるが、双数の用例はごく限られている。アヴェスター語で8種類あった格のうち、古代ペルシア語では属格と与格、具格と奪格の区別がなくなり、6格になっている。人称代名詞には独立形のほかに後倚辞形が発達している。
動詞は人称・数で語尾変化する。時制には現在・不完了過去・完了がある。アオリスト形もまれに見られるが、意味は不完了過去と変わらない。完了は受動完了分詞とコピュラを組みあわせた迂言法を使用し、本来の完了形は滅んだ。古代ペルシア語は分裂能格言語である。
動詞の態には能動と中動があり、法には直説法・命令法・接続法・希求法・指令法がある。

## 語順
古代ペルシア語の語順はかなり自由であるが、基本的には SOV で、形容詞はNA型で修飾する名詞に後置される。否定辞は動詞の前に置かれる。

## 例文
ベヒストゥン碑文より。
ラテン文字翻字: Θātiy Dārayavauš xšāyaθiya: Pasāva hadā kārā adam ašiyavam abiy Sakām, pasā Sakā tayaiy xaudām tigrām baratiy.（下線部は動詞）
逐語訳: 王（xšāyaθiya）ダレイオスは（Dārayavauš）言う（θātiy、三人称単数現在）: その後（pasāva）軍隊（kārā、単数具格）とともに（hadā）私は（adam）サカ（Sakām、単数対格）へ（abiy）、行った（ašiyavam、šiyav-「行く」の一人称単数過去）、［関係代名詞］（tayaiy、複数男性主格）とがった（tigrām、単数女性対格）帽子を（xaudām、単数女性対格）持つ（baratiy、三人称複数現在）サカ族（Sakā、複数対格）の後を（pasā）。
意訳：ダレイオス王いわく、その後軍隊と共に私はサカへ、とがった帽子を持つサカ族の後を追った。